# خورشیدگرفتگی ۹ آوریل ۱۹۸۶
خورشیدگرفتگی ۹ آوریل ۱۹۸۶ (به انگلیسی: Solar eclipse of April 9, 1986) یک خورشیدگرفتگی از نوع خورشیدگرفتگی جزئی است. این خورشیدگرفتگی در تاریخ ۹ آوریل ۱۹۸۶ میلادی (‎۲۰ فروردین ۱۳۶۵ خورشیدی) روی داد که زمان اوج آن، ساعت ۶:۲۱:۲۲ به‌وقت ساعت هماهنگ جهانی بوده‌است.